# 삼사로
삼사로(Samsa-ro)는 충청남도 아산시 둔포면 석근 교차로에서 충청남도 천안시, 경기도 안성시를 거쳐 충청북도 진천군 백곡면 갈월리를 잇는 도로이다. 3개 도(충청남도와 경기도, 충청북도)와 4개 시·군(아산시, 천안시, 안성시, 진천군)을 경유하고 전 구간 국도 제34호선에 속하기 때문에 삼사로로 명명되었다.

## 연혁
- 2010년 12월 31일 : 성환우회도로(천안시 서북구 직산읍 우신리 ~ 직산읍 판정리) 8.71 km 구간 신설 개통, 기존 6.84 km 구간 폐지[1]
- 2011년 1월 3일 : 성환우회도로 개통 연기[2]
- 2011년 5월 12일 : 성환우회도로(천안시 서북구 직산읍 우신리 ~ 직산읍 판정리) 8.71 km 구간 신설 개통, 기존 6.84 km 구간 폐지[3]
- 2017년 3월 30일 : 2개 이상 시·도에 걸쳐 있는 도로로 삼사로를 고시[4]

## 주요 경유지
충청남도
- 아산시 둔포면 - 천안시 (서북구 (성환읍 · 직산읍 · 입장면))

경기도
- 안성시 서운면

충청남도
- 천안시 서북구 입장면

경기도
- 안성시 서운면

충청남도
- 천안시 서북구 입장면

경기도
- 안성시 서운면

충청북도
- 진천군 백곡면

## 노선
| 이름                 | 접속 노선                              | 소재지                  | 소재지                               | 비고                         |
| 장영실로와 직결      | 장영실로와 직결                        | 장영실로와 직결         | 장영실로와 직결                      | 장영실로와 직결              |
| -------------------- | -------------------------------------- | ----------------------- | ------------------------------------ | ---------------------------- |
| 석근 교차로          | 국도 제34호선 국도 제45호선 (장영실로) | 아산시                  | 둔포면                               | 국도 제34호선 구간           |
| 능안1교 능안2교      |                                        | 아산시                  | 둔포면                               | 국도 제34호선 구간           |
| 능안 교차로          | 아산밸리로 충무로                      | 아산시                  | 둔포면                               | 국도 제34호선 구간           |
| 운용 교차로          | 충무로                                 | 아산시                  | 둔포면                               | 국도 제34호선 구간           |
| 신방3교              |                                        | 아산시                  | 둔포면                               | 국도 제34호선 구간           |
| 천안시               | 서북구 성환읍                          |                         |                                      | 국도 제34호선 구간           |
| 천안시               | 서북구 성환읍                          | 왕림사거리              | 신방로 왕림길                        | 국도 제34호선 구간           |
| 천안시               | 서북구 성환읍                          | 우신1 교차로 (우신1교)  | 신방로 신방1길                       | 국도 제34호선 구간           |
| 천안시               | 서북구 성환읍                          | 우신2 교차로            | 국도 제1호선 (성환우회도로)          | 국도 제1, 34호선 구간        |
| 천안시               | 서북구 성환읍                          | 우신3교 송덕3교         |                                      | 국도 제1, 34호선 구간        |
| 천안시               | 서북구 성환읍                          | 매주 교차로 (매주육교)  | 국가지원지방도 제70호선 (연암율금로) | 국도 제1, 34호선 구간        |
| 천안시               | 서북구 성환읍                          | 상덕과선교              |                                      | 국도 제1, 34호선 구간        |
| 천안시               | 서북구 직산읍                          |                         |                                      | 국도 제1, 34호선 구간        |
| 천안시               | 수헐 교차로 (수헐육교)                 | 국도 제1호선 (천안대로) |                                      | 국도 제1, 34호선 구간        |
| 천안시               | 수헐교                                 |                         | 국도 제34호선 구간                   |                              |
| 천안시               | 군동 교차로 (군동육교)                 | 직산로 직산안길         | 국도 제34호선 구간                   |                              |
| 천안시               | 북천안 나들목 (북천안IC 교차로)        | 1호선 경부고속도로      | 국도 제34호선 구간                   |                              |
| 천안시               | 판정 교차로 (판정교)                   | 성진로                  | 국도 제34호선 구간                   |                              |
| 천안시               | 용정1교 용정2교                        |                         | 국도 제34호선 구간                   | 서북구 입장면                |
| 천안시               | 유리 교차로                            | 연곡길                  | 국도 제34호선 구간                   | 서북구 입장면                |
| 독정 교차로 (독정교) | 안성맞춤대로 입장로                    | 북: 안성시 남: 천안시   | 국도 제34호선 구간                   | 북: 서운면 남: 서북구 입장면 |
| 입장 교차로 (입장교) | 국가지원지방도 제23호선 (망향로)       | 천안시                  | 국도 제34호선 구간                   | 서북구 입장면                |
| 도림 교차로          | 국가지원지방도 제57호선 (성진로)       | 천안시                  | 국도 제34호선 구간                   | 서북구 입장면                |